# Veines externes
Les veines cérébrales externes, également appelées veines cérébrales superficielles, sont des vaisseaux sanguins qui drainent le sang des parties externes des hémisphères cérébraux. Elles comprennent les veines cérébrales supérieures, les veines cérébrales inférieures et les veines cérébrales moyennes superficielles.
Les veines cérébrales supérieures se drainent dans le sinus longitudinal supérieur. Les veines cérébrales superficielles inférieures drainent le sang du lobe temporal et d'une partie du lobe occipital dans le sinus caverneux, pétreux inférieur et transverse. Le drainage veineux de l’encéphale repose sur un réseau complexe de veines et de sinus veineux qui assurent l’évacuation du sang vers la circulation systémique.

## Anatomie détaillée et subdivisions
Les veines cérébrales externes constituent un réseau essentiel pour le drainage veineux de la surface du cerveau. Elles sont généralement subdivisées en trois groupes principaux :

### Veines cérébrales supérieures (ou ascendantes)
Ces veines, au nombre de 8 à 12, parcourent la surface supérieure des hémisphères cérébraux, s'orientant vers la ligne médiane. Elles collectent le sang du cortex frontal, pariétal et d'une partie du lobe occipital. Elles traversent l'espace sous-arachnoïdien et la dure-mère avant de se jeter, la plupart du temps, directement dans le sinus sagittal supérieur (ou longitudinal supérieur). Certaines peuvent s'y jeter obliquement contre le flux sanguin du sinus.

### Veines cérébrales inférieures
Ces veines sont situées sur la face inférieure des hémisphères, principalement au niveau des lobes temporaux et de la face inférieure des lobes frontaux. Elles se drainent de manière plus variée, convergeant vers les sinus de la base du crâne. Elles peuvent se jeter dans le sinus caverneux, le sinus pétreux inférieur, le sinus transverse, le sinus sigmoïde ou même la veine jugulaire interne directement. Leur réseau est crucial pour le drainage des régions basales du cerveau.

### Veine cérébrale moyenne superficielle (ou veine de Sylvius)
La veine cérébrale moyenne superficielle est la plus grande et la plus constante des veines cérébrales externes. Elle chemine le long du sillon latéral (scissure de Sylvius), recueillant le sang des surfaces adjacentes des lobes frontal, pariétal et temporal. Elle se jette généralement dans le sinus caverneux, mais peut aussi se connecter au sinus sphéno-pariétal, ou via les veines anastomotiques (de Trolard et de Labbé) aux sinus sagittal supérieur et transverse.

## Anastomoses et variations
Le système des veines cérébrales externes est caractérisé par un réseau anastomotique riche, permettant des voies de drainage alternatives en cas d'obstruction ou de pression. Les deux anastomoses principales sont :
- La grande veine anastomotique (veine de Trolard) : Elle relie le sinus sagittal supérieur à la veine cérébrale moyenne superficielle.
- La petite veine anastomotique (veine de Labbé) : Elle relie la veine cérébrale moyenne superficielle au sinus transverse.

Ces veines anastomotiques jouent un rôle protecteur important en assurant des voies de dérivation en cas de compromission du flux sanguin dans d'autres veines ou sinus.

## Pathologies associées
Le dysfonctionnement ou les pathologies affectant les veines cérébrales externes peuvent avoir des conséquences cliniques importantes, notamment:
- Hémorragies cérébrales : la rupture de ces veines peut entraîner des hématomes sous-duraux ou épiduraux, souvent à la suite d'un traumatisme crânien, en particulier chez les personnes âgées où l'atrophie cérébrale étire ces veines.
- Thromboses veineuses cérébrales : moins fréquentes que les thromboses artérielles, elles peuvent néanmoins survenir dans les sinus ou les veines superficielles, entraînant des œdèmes cérébraux, des infarctus veineux et des déficits neurologiques.
- Malformations artério-veineuses (MAV) : bien que plus rares, certaines MAV peuvent impliquer le réseau veineux superficiel.